# Tajemnica chińskiego pokoju
Tajemnica chińskiego pokoju – wybór esejów Stanisława Lema drukowanych od 1993 roku w polskiej edycji czasopisma „PC Magazine”, opublikowany nakładem wydawnictwa Universitas w 1996 roku.
W 1999 roku ukazała się kontynuacja tego tomu zatytułowana Bomba megabitowa. Obie pozycje zostały następnie wydane pod wspólnym tytułem Moloch w 2003 przez Wydawnictwo Literackie jako 26. tom „Dzieł zebranych” autora.
Tematyką esejów Lema zebranych w niniejszym tomie jest rozwinięcie rozważań z wcześniejszych jego prac: Dialogi oraz Summa technologiae i ocena trafności przewidywań futurologicznych autora, a także ich uwspółcześnienie w oparciu o aktualny stan wiedzy.
Część tekstów ze zbioru ukazała się później również w książce Planeta LEMa. Felietony ponadczasowe.

## Spis utworów
- Człowiek i maszyna
- „Bariera informacyjna?”
- Fantomatyka
- Eksformacja
- Fantomatyka (II)
- Tertium comparationis
- Herezje
- Hodowla informacji
- Wirusy maszyn, zwierząt i ludzi
- Czy przejmiemy technologię życia?
- Komputeryzacja mózgu
- Pułapka technologiczna
- Języki i kody
- Labirynty informacji
- Brain chips
- Brain chips II
- Brain chips III
- Moc obliczeniowa życia
- Ewolucja jako paralelny komputer
- Model ewolucji
- Zagadki
- Tajemnica chińskiego pokoju
- Hodowla informacji?
- Sztuczna nieinteligencja
- Sztuczny intelekt jako eksperymentalna filozofia
- Rozum i sieć
- Informacja o informacji
- Kwantowy komputer?
- Algorytmy genowe
- Zmyślne roboty
- Symulowanie kultury
- Moc obliczeniowa życia II